# Only Built 4 Cuban Linx… Pt. II
Albums de Raekwon
The Lex Diamond Story
(2003) Wu-Massacre
(2010)
Singles
1. New Wu
Sortie : 19 mai 2009
2. House of Flying Daggers
Sortie : 26 août 2009
3. Walk Wit Me
Sortie : Septembre 2009
4. Have Mercy
Sortie : Septembre 2009
5. Catalina
Sortie : Octobre 2009

Only Built 4 Cuban Linx... Pt. II est le quatrième album studio de Raekwon, sorti le 8 septembre 2009. C'est la suite du tout premier album du rappeur, Only Built 4 Cuban Linx…, sorti en août 1995 et qui avait rencontré un très bon accueil de la part des critiques.
L'album s'est classé 2e au Top R&B/Hip-Hop Albums, 2e au Top Rap Albums, 4e au Billboard 200 et 33e au Top Independent Albums, avec 68 000 copies écoulées la première semaine. L'album recevra un accueil chaleureux de la part des critiques.
Sur cet album solo, Raekwon est accompagné de divers beatmakers reconnus tels que Pete Rock, Dr. Dre et bien sur RZA, membre du Wu-Tang Clan et amis d'enfance de Raekwon. Des featurings variés accompagnent aussi cet album, allant de Jadakiss à Beanie Sigel, en passant par Busta Rhymes. Les membres du Wu-Tang y ont bien sûr une place privilégiée, en particulier Ghostface Killah, l'invité d'honneur de l'album et présent sur plusieurs titres.

## Liste des titres
| No  | Titre | Contient un (des) sample(s) de | Durée |
| --- | --- | --- | ----- |
| 1.  | Return of the North Star (featuring Popa Wu – Produit par BT)                                                 | Mellow Mood (Pt. 1) de Barry White | 2:39  |
| 2.  | House of Flying Daggers (featuring Inspectah Deck, Ghostface Killah, Method Man et GZA – Produit par J Dilla) | Eleanor Rigby de Four Tops Clan in Da Front du Wu-Tang Clan | 3:51  |
| 3.  | Sonny's Missing (Produit par Pete Rock)                                                                       | Exercise Run de Coleridge-Taylor Perkinson | 2:28  |
| 4.  | Pyrex Vision (Produit par Marley Marl)                                                                        | Changing Faces de J.J. Band | 0:54  |
| 5.  | Cold Outside (featuring Ghostface Killah et Suga Bang Bang – Produit par Icewater Productions)                | | 4:40  |
| 6.  | Black Mozart (featuring Inspectah Deck, RZA et Tash Mahogany – Produit par RZA)                               | Theme from the Godfather des Professionals | 3:24  |
| 7.  | Gihad (featuring Ghostface Killah – Produit par Necro)                                                        | | 2:57  |
| 8.  | New Wu (featuring Ghostface Killah et Method Man – Produit par RZA)                                           | I've Changed des Magictones | 3:50  |
| 9.  | Penitentiary (featuring Ghostface Killah – Produit par BT)                                                    | Hit or Miss d'Odetta | 2:35  |
| 10. | Baggin Crack (Produit par Erick Sermon)                                                                       | | 1:58  |
| 11. | Surgical Gloves (Produit par The Alchemist)                                                                   | Castle Walls de Styx | 3:24  |
| 12. | Broken Safety (featuring Jadakiss et Styles P – Produit par Scram Jones)                                      | The Easiest Way to Fall de Freda Payne | 2:45  |
| 13. | Canal Street (Produit par Icewater Productions)                                                               | Stop in the Name of Love de Margie Joseph | 3:37  |
| 14. | Ason Jones (Produit par J Dilla)                                                                              | Brooklyn Zoo d'Ol' Dirty Bastard Believe in God de J Dilla | 3:06  |
| 15. | Have Mercy (featuring Beanie Sigel et Blue Raspberry – Produit par Icewater Productions)                      | Have Mercy on Me des The East St. Louis Gospelettes | 3:51  |
| 16. | 10 Bricks (featuring Cappadonna et Ghostface Killah – Produit par J Dilla)                                    | You've Got the Love I Need de Smokey Robinson and The Miracles War of the Gods de Billy Paul Ain't No Half-Steppin' de Big Daddy Kane                                                                         | 3:16  |
| 17. | Fat Lady Sings (Produit par True Master)                                                                      | If This World Were Mine de Zulema | 2:17  |
| 18. | Catalina (featuring Lyfe Jennings – Produit Dr. Dre et Mark Batson)                                           | The Killer Opening Theme de Lowell Lo | 3:28  |
| 19. | We Will Rob You (featuring GZA, Masta Killa et Slick Rick – Produit par Allah Justice)                        | Hard Times de Baby Huey Across 110th Street de Bobby Womack & Peace We Will Rock You de Queen Children's Story de Slick Rick Guillotine (Swordz) de Raekwon featuring Inspectah Deck, Ghostface Killah et GZA | 3:15  |
| 20. | About Me (featuring Busta Rhymes – Produit par Dr. Dre et Mark Batson)                                        | | 3:59  |
| 21. | Mean Streets (featuring Inspectah Deck et Suga Bang Bang – Produit par Mathematics)                           | The Door to Your Heart des Dramatics | 4:29  |
| 22. | Kiss the Ring (featuring Inspectah Deck et Masta Killa – Produit par Scram Jones)                             | Goodbye Yellow Brick Road d'Elton John | 4:09  |

| 23. | Walk Wit Me (Produit par Scram Jones)                      | Little Sunflower de Freddie Hubbard | 4:18 |
| 24. | The Badlands (featuring Ghostface Killah – Produit par BT) |                                     | 2:30 |

| 1. | About Me (Original) (featuring The Game – Produit par Dr. Dre et Mark Batson)                   | 4:16 |
| 2. | New Wu (Remix) (featuring Ghostface Killah et Method Man – Produit par BT)                      | 3:59 |
| 3. | Broken Safety (Remix) (featuring Jadakiss et Styles P – Produit par BT)                         | 2:37 |
| 4. | Penitentiary (Travis Barker Mix) (featuring Ghostface Killah – Produit par Travis Barker et BT) | 2:37 |
| 5. | Never Used to Matter (featuring Bun B – Produit par Scram Jones)                                | 2:33 |
| 6. | Rockstars (featuring Inspectah Deck, GZA, Thea Van Seijen et Stone Mecca – Produit par RZA)     | 4:13 |